# Beverly Michaels
Beverly Michaels (* 28. Dezember 1928 in New York City; † 9. Juni 2007 in Phoenix, Arizona) war eine US-amerikanische Schauspielerin.

## Leben
Beverly Michaels gab 1949 ihr Filmdebüt an der Seite von Barbara Stanwyck in Verlorenes Spiel. Zwei Jahre später spielte sie bereits ihre erste Hauptrolle in Aufgelesen. Ihren größten Erfolg hatte sie 1953 in dem Thriller Hände weg, Johnny!. Mitte der 1950er Jahre zog Michaels sich ins Privatleben zurück.
Beverly Michaels war von 1949 bis 1952 mit dem Produzenten ihres ersten Films, Voldemar Vetluguin, und später von 1955 bis zu dessen Tod mit dem Regisseur und Drehbuchautor Russell Rouse verheiratet. Ihr gemeinsamer Sohn ist der Filmeditor Christopher Rouse.
Beverly Michaels starb an einen Schlaganfall.

## Filmografie (Auswahl)
- 1949: Verlorenes Spiel (East Side, West Side)
- 1950: Drei kleine Worte (Three Little Words)
- 1951: Aufgelesen (Pickup)
- 1952: Happy-End – und was kommt dann? (The Marying Kind)
- 1953: Hände weg, Johnny! (Wicked Woman)
- 1955: Straße des Terrors (Crashout)
- 1955: Verratene Frauen (Betrayed Women)